# Уманський Самуїл Абрамович
Самуїл Абрамович Уманський (псевдонім Самум; нар. 21 січня 1888, Маріуполь — пом. 29 січня 1959, Київ) — український радянський графік.

## Біографія
Народився 21 січня 1888 року в місті Маріуполі (тепер Донецька область, Україна). 1912 року закінчив Київське художнє училище.
З 1923 року жив в Україні, систематично виступав у жанрі політичної сатири у газетах і журналах. Під час німецько-радянської війни у 1941—1943 роках в Алма-Аті створив багато агітвікон. Працював у журналі «Перці». 
Помер у Києві 29 січня 1959 року.

## Творчість
Серед малюнків:
- «Берлінський тріумфатор» (1938);
- «Біля свіжої могили» (1943);
- «Чистокровні янкі» (1948);
- «Загробний диригент» (1951);
- «Вік живи — вік учись» (1956);

плакати
- «Більше теплих речей для Червоної армії!» (1942);
- «Рукавиць теплих кожна пара Зміцнює червоноармійську силу удару» (1940-ві).

Тиражні плакати художника зберігаються в колекції Фонду Марджані. В Архіві відділу образотворчого мистецтва Інституту мистецтвознавства, фольклористики та етнології імені Максима Рильського НАН України у Києві зберігаються його роботи і матеріали про нього.